# Oxazol
Oxazol (1,3-oxazol) je aromatická heterocyklická sloučenina s atomem dusíku v pětičlenném kruhu. Je odvozena od furanu a pyrrolu. Jeho izomer je isoxazol (1,2-oxazol), v němž se atom kyslíku nachází vedle dusíku. Oxazol patří mezi azoly, pětičlenné aromatické heterocyklické  sloučeniny obsahující alespoň dva heteroatomy, z nichž alespoň jeden je dusík.

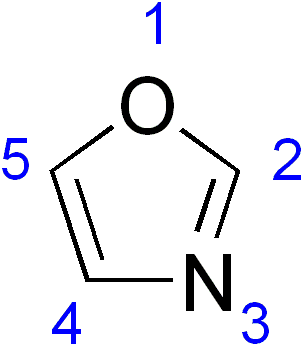
Oxazol

## Fyzikální vlastnosti
Oxazol je těkavá bezbarvá až nažloutlá kapalina vonící jako pyridin. Je hořlavý a volně rozpustný ve vodě. Má nízký bod varu a vysoký tlak páry i při pokojové teplotě.

## Chemické vlastnosti
Oxazol je bohatý na vazby π. Má bazické vlastnosti, jeho konjugovaná kyselina má pKa 0,8, zatímco u imidazolu to je 7, tvoří krystalické soli s kyselinami. Mnohé z jeho derivátů jsou méně stabilní a jejich kruhy mohou být štěpeny zředěnými kyselinami nebo zásadami.

## Použití
Oxazol a jeho deriváty jsou důležitým základem pro řadu biochemických produktů a léčivých přípravků, stejně jako pro pesticidy, barvy, textilní přísady a plasty. Oxazol je výchozí sloučeninou pro širokou třídu heterocyklických aromatických organických sloučenin.

## Příprava
Klasické metody syntézy oxazolů v organické chemii jsou:
- Robinsonova–Gabrielova syntéza dehydratací 2-acylaminoketonů
- Fischerova syntéza oxazolů z kyanhydrinů a aldehydů
- Bredereckova reakce s α-haloketony a formamidem
- Van Leusenova reakce s aldehydy a toluensulfonylmethylizokyanidem (TosMIC)

Další metody:
- Oxazoliny lze také získat izomerací určitých propargylamidů.
- Podobně jako při tvorbě furanů z 1,4-diketonů lze oxazol získat reakcí acylovaných aminoketonů s chloridem fosforečným nebo thionylchloridem.
- Oxazolové deriváty lze připravit z 1,4-dikarbonylových sloučenin s oxidem fosforečným, ve kterých je již zabudován atom dusíku.

## Reakce
- Deprotonace oxazolů na C2 je často doprovázena otevřením kruhu na izonitril.
- Elektrofilní aromatická substituce probíhá na C5 vyžadující aktivační skupiny.
- Nukleofilní aromatická substituce probíhá s odstupujícími skupinami na C2.
- Dielsovy-Alderovy reakce s oxazoldieny mohou být následovány ztrátou kyslíku za vzniku pyridinů.
- Cornforthův přesmyk 4-acyloxazolů je reakce tepelného přesmyku, kdy organický acylový zbytek a C5 substituent mění polohy.